# Eslovaquia en los Juegos Olímpicos de Río de Janeiro 2016
Eslovaquia estuvo representada en los Juegos Olímpicos de Río de Janeiro 2016 por un total de 51 deportistas que compitieron en 12 deporte. Responsable del equipo olímpico es el Comité Olímpico Eslovaco, así como las federaciones deportivas nacionales de cada deporte con participación.
La portadora de la bandera en la ceremonia de apertura fue la tiradora Danka Barteková.

## Medallistas
El equipo olímpico de Eslovaquia obtuvo las siguientes medallas:
| Nombre                                        | Deporte               | Competición    |
| --------------------------------------------- | --------------------- | -------------- |
| Oro                                           |                       |                |
| Matej Tóth                                    | Atletismo             | 50 km marcha M |
| Ladislav Škantár Peter Škantár                | Piragüismo en eslalon | C2 M           |
| Plata                                         |                       |                |
| Denis Myšák Erik Vlček Juraj Tarr Tibor Linka | Piragüismo            | K4 1000 m M    |
| Matej Beňuš                                   | Piragüismo en eslalon | C1 M           |
| Bronce                                        |                       |                |
| —                                             |                       |                |